# اویانکا اکوادور

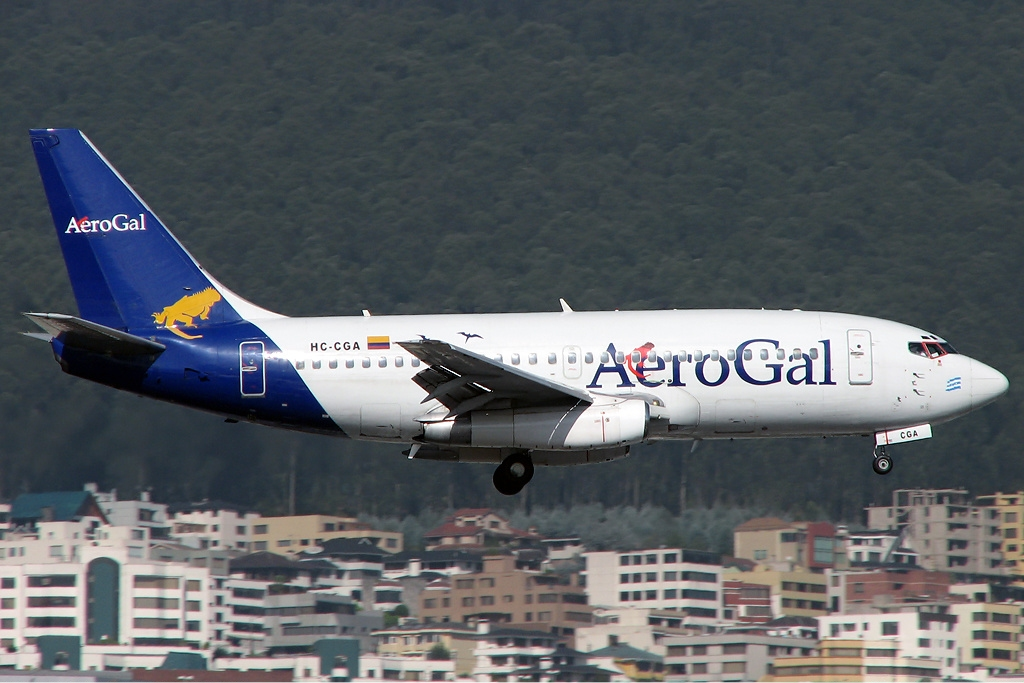
هواپیمای بوئینگ ۷۳۷ متعلق به اویانکا اکوادور

اویانکا اکوادور (به انگلیسی: Avianca Ecuador) شرکت هواپیمایی اکوادوری است، که در سال ۱۹۸۵ تأسیس شد و در حال حاضر به‌عنوان زیرمجموعه‌ای از خطوط هوایی اویانکا روزانه به ۱۰ مقصد پروازهای مستقیم دارد.
دفتر مرکزی شرکت اویانکا اکوادور در شهر کیتو، اکوادور قرار دارد و فرودگاه بین‌المللی نیو کیتو و فرودگاه بین‌المللی خوزه خواکین د اولمدو، قطب‌های این شرکت هواپیمایی به‌شمار می‌آیند. این شرکت در حال حاضر در ناوگان هوایی خود، دارای ۸ فروند هواپیمای جت مسافربری می‌باشد.